# 1922 en musique classique
| \| • Retour à la chronologie générale de la musique classique • \| |
| Grèce • Rome • Haut Moyen Âge • VIIIe siècle • IXe siècle • Xe siècle • XIe siècle XIIe siècle • XIIIe siècle • XIVe siècle • XVe siècle • XVIe siècle • XVIIe siècle XVIIIe siècle • XIXe siècle • XXe siècle • XXIe siècle |
| • Retour à la chronologie générale de la musique classique • |

| Années en musique classique : 1919 - 1920 - 1921 - 1922 - 1923 - 1924 - 1925    |
| Décennies en musique classique : 1890 - 1900 - 1910 - 1920 - 1930 - 1940 - 1950 |

## Événements

### Créations
- 7 janvier : Sonate pour deux flûtes de Charles Koechlin, créée à Paris, salle des Agriculteurs, à la Société moderne d'instruments à vent.
- 9 janvier : Quatre pièces pour orchestre de Béla Bartók, créées à Budapest.
- 24 janvier : la Symphonie no 5 de Carl Nielsen, créée à Copenhague.
- 26 janvier : la Symphonie no 3 (A Pastoral Symphony) de Vaughan Williams, créée à Londres.
- 27 janvier : création de la cantate profane Von deutscher Seele de Hans Pfitzner par l'orchestre philharmonique de Berlin sous la direction de Selmar Meyrowitz.
- 28 janvier : Choral pour orgue et orchestre de Charles Koechlin, créé aux Concerts Lamoureux.
- 18 février : Fantaisie de Philippe Gaubert, créée aux Concerts Lamoureux.
- 25 février aux Concerts Colonne :
Le Carnaval des animaux de Camille Saint-Saëns, créé en audition publique par Gabriel Pierné ;
Poème des rivages de Vincent d'Indy.
- 30 janvier créations à la Société nationale de musique :
L'Offrande Lyrique de Jean Cras, d'après Rabindranath Tagore ;
Sonate de Pierre Kunc.
- 4 mars : la Symphonie no 2 en si bémol d'Albert Roussel, créée à Paris par l'orchestre des concerts Pasdeloup sous la direction de Rhené-Baton.
- 12 mars : La Forêt bleue de Louis Aubert, créée partiellement aux concerts Pasdeloup.
- 18 mars : 
Âmes d'enfants, suite d'orchestre de Jean Cras, créée aux concerts Pasdeloup.
Sangre y sol d'Alexandre Georges, créé par l'Orchestre Lamoureux.
- 23 mars : Requiem de Frederick Delius créé à Londres.
- 24 mars : la Sonate pour violon et piano no 1 de Béla Bartók, créée à Londres.
- 26 mars : Sancta Susanna, opéra de Paul Hindemith, créé à Francfort.
- 1er avril : Amadis, opéra de Jules Massenet, créé à Monte-Carlo sous la direction de Léon Jehin.
- 6 avril : la Sonate pour violon et violoncelle de Maurice Ravel, créée à la Salle Pleyel.
- 9 avril aux Concerts Pasdeloup :
Poème de l'Univers d'Eugène Grassi ;
Soir à Zaïtchar de René Doire.
- 13 avril : La bella addormentata nel bosco, opéra d'Ottorino Respighi, créé au Teatro Odescalchi de Rome.
- 20 avril : Kleider machen Leute, opéra (2e version) d'Alexander von Zemlinsky, créé à l'Opéra d'État de Prague.
- 28 avril : Artémis troublée, ballet de Paul Paray, première représentation à l'Opéra de Paris
- 9 mai : Noces corinthiennes d'Henri Büsser, créé à l'Opéra-Comique.
- 3 juin : Mavra, opéra bouffe d'Igor Stravinsky, créé à l'Opéra de Paris par les Ballets russes.
- 8 juillet : Fynsk Foraar pour solistes, chœur et orchestre de Carl Nielsen, créé à Odense.
- 19 octobre : Première à Paris de l'orchestration des Tableaux d'une exposition de Modeste Moussorgski par Maurice Ravel au Concert Koussevitzky.
- 27 octobre : Concerto pour piano no 3 de Sergueï Prokofiev, création parisienne au Concert Koussevitzky (voir création mondiale à Chicago le 16 décembre 2012).
- 1er novembre : le Concerto pour violon no 1 de Karol Szymanowski , créé à Varsovie, avec pour soliste Józef Ozimiński.
- 2 novembre : la Symphonie no 2 de Willem Pijper, créée à Amsterdam sous la direction du compositeur.
- 4 novembre : le Quatuor à cordes no 3, de Paul Hindemith, créé à Donaueschingen.
- 5 novembre : Prière d'André Caplet, crée aux Concerts Lamoureux.
- 6 novembre : Les Uns et les autres de Max d'Ollone sur un texte de Paul Verlaine, créé à l'Opéra-Comique.
- 25 novembre :
Sérénade de Darius Milhaud, créée aux Concerts Colonne.
Chant funèbre de Charles Koechlin créé par l'Orchestre philharmonique de Paris.
- 11 décembre : Isabelle et Pantalon de Roland-Manuel, créé au Trianon Lyrique.
- 28 décembre : Polyphème, opéra de Jean Cras, créé à l'Opéra-Comique.

Date indéterminée
- Stabat mater de Vittorio Giannini.
- Concerto pour piano et orchestre de Hamilton Harty.
- Suite "1922" pour piano de Paul Hindemith.

### Autres
- Fondation à Moscou de Persimfans, orchestre sans chef.
- Fondation du Quintette instrumental de Paris.
- Cinq-centième représentation de Samson et Dalila de Camille Saint-Saëns, à l'Opéra de Paris, le 21 juin.

## Naissances

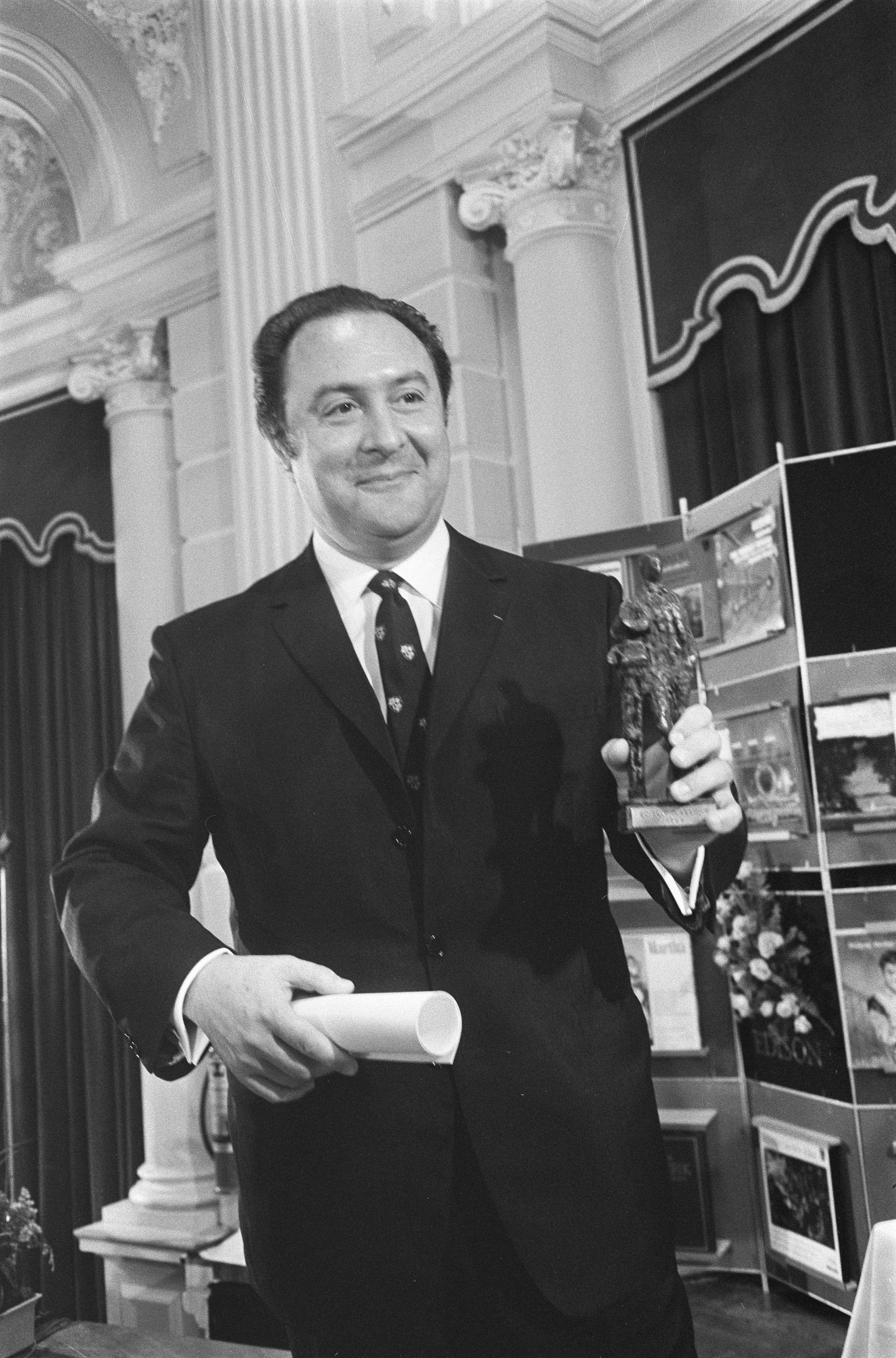
Jean-Pierre Rampal

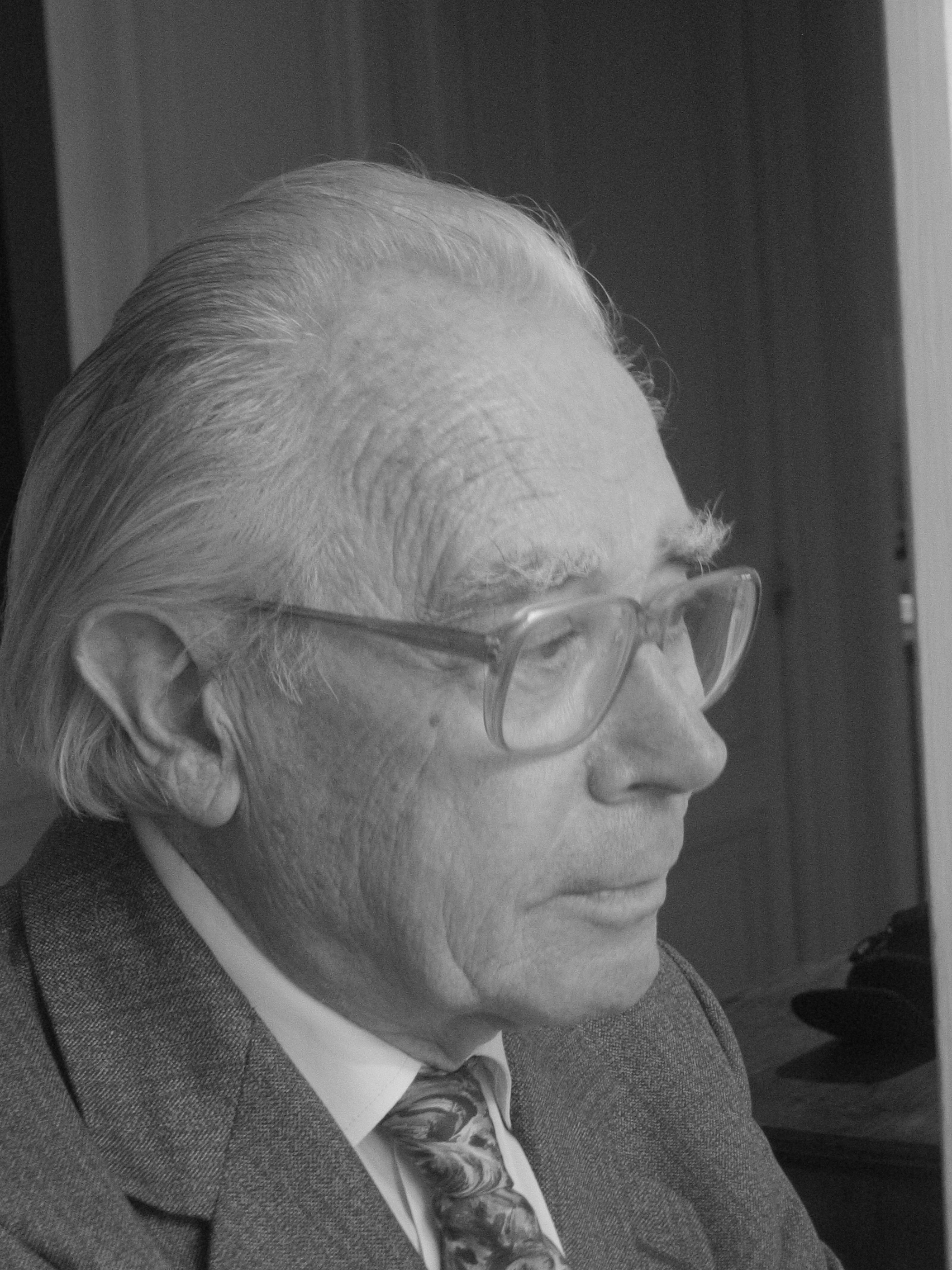
André David

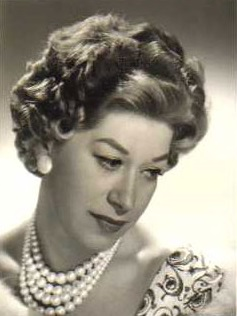
Regina Resnik

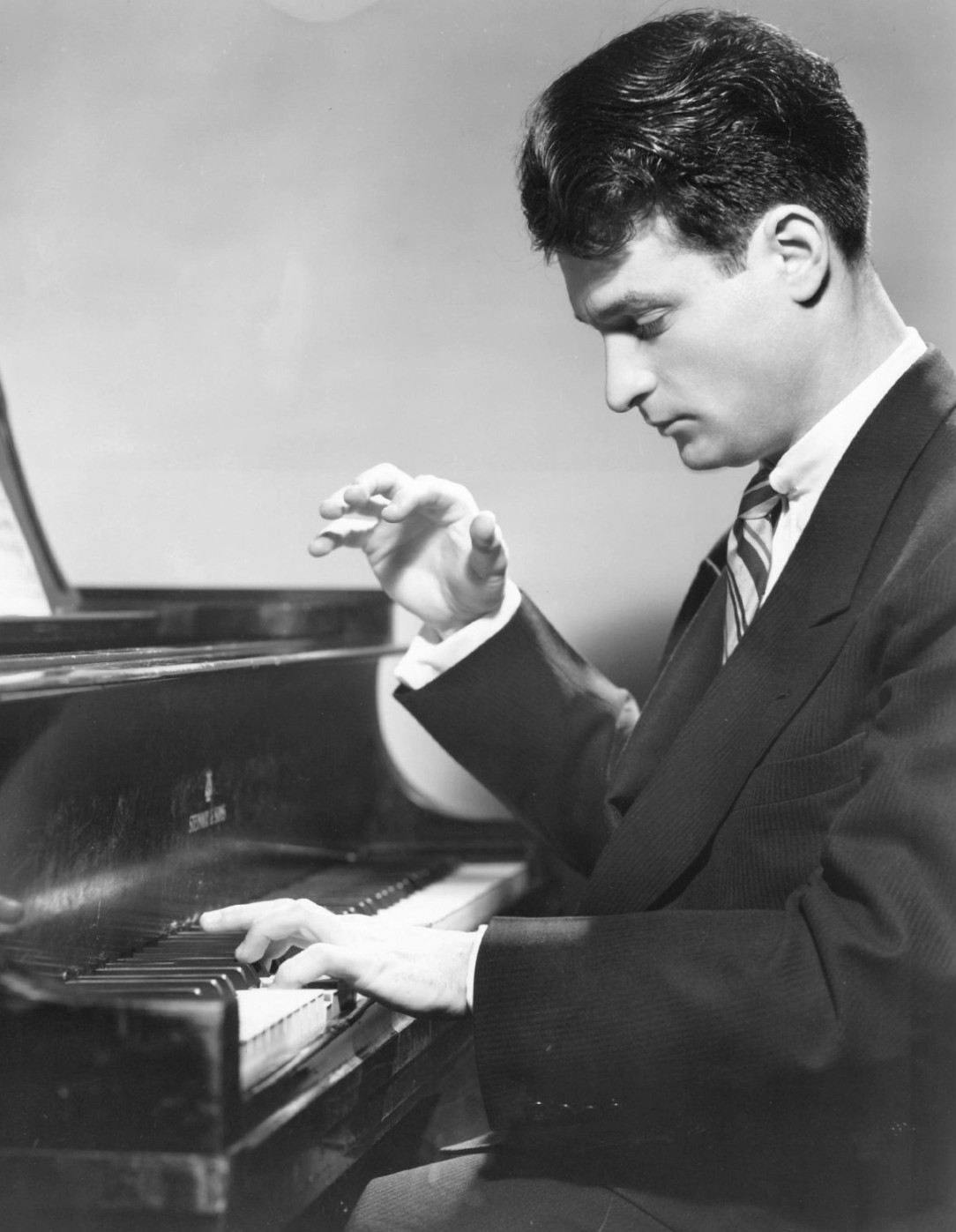
William Kapell

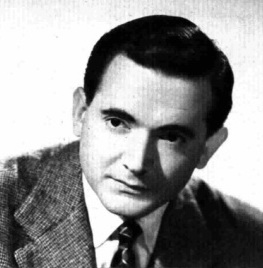
Cesare Valletti

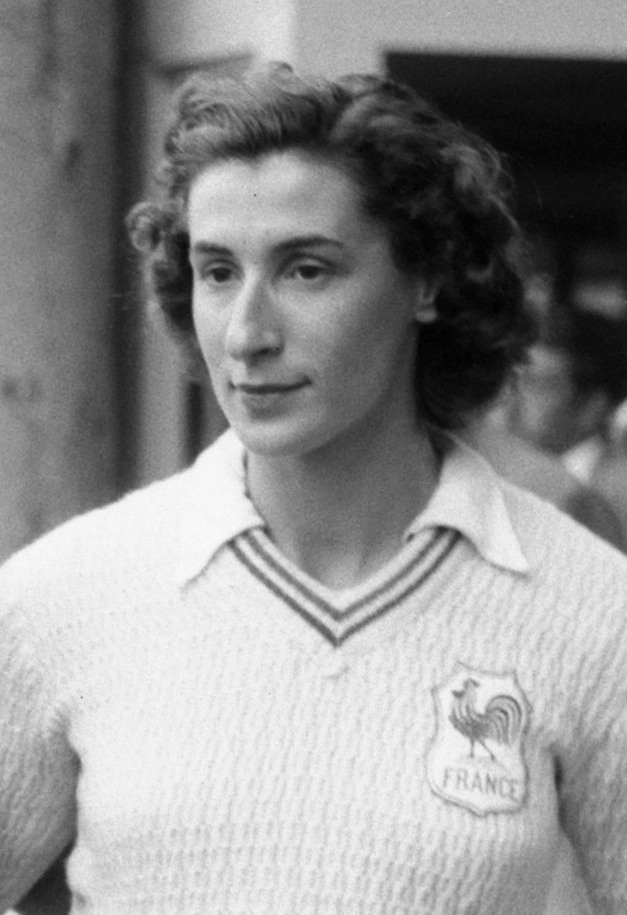
Micheline Ostermeyer

- 7 janvier : Jean-Pierre Rampal, flûtiste français († 20 mai 2000).
- 10 janvier : 
  - Ester Mägi : compositrice et pédagogue estonienne.
  - Henri Thévenin, compositeur et écrivain français († 26 août 1993).
- 12 janvier : Veniamin Margoline, trompettiste et professeur de trompette russe et soviétique († 19 mars 2009).
- 21 janvier : Mario Petri, baryton-basse italien († 26 janvier 1985).
- 22 janvier : Jack Ledru, compositeur français († 14 mars 2013).
- 28 janvier : Georges Danion, facteur d’orgue français († 24 décembre 2005).
- 1er février :
  - Huguette Rivière, chanteuse soprano lyrique française († 24 novembre 2018).
  - Renata Tebaldi, soprano italienne († 19 décembre 2004).
- 2 février : André David, compositeur français († 5 juin 2007).
- 5 février : Jeanine Rueff, compositrice et pédagogue française († 13 septembre 1999).
- 7 février : Lothar Faber, hautboïste allemand († 1er septembre 2005).
- 16 février : Geraint Evans, baryton d'origine galloise († 19 septembre 1992).
- 23 février : Ilse Hollweg, Soprano colorature allemande († 9 février 1990).
- 24 février : Felix Werder, compositeur australien († 3 mai 2012).
- 26 février : Franz Beyer, musicologue allemand († 28 juin 2018).
- 13 mars : Odette Gartenlaub, pianiste, compositrice et pédagogue française († 20 septembre 2014).
- 15 mars : Claude Gafner, musicien et chanteur d'opéra vaudois († 2003).
- 30 mars : Guerman Galynine, compositeur russe († 18 juin 1966).
- 21 avril : Pierre Petit, compositeur français († 1er juillet 2000).
- 16 mai : Otmar Suitner, chef d'orchestre autrichien († 8 janvier 2010).
- 23 mai : Daniel Deffayet, professeur de saxophone français († 2002).
- 24 mai : Sadao Bekku, compositeur japonais († 12 janvier 2012).
- 29 mai : Iannis Xenakis, compositeur, architecte et ingénieur († 4 février 2001).
- 31 mai : Jean Cussac, chanteur et directeur musical français.
- 4 juin : Irwin Bazelon, compositeur américain († 2 août 1995).
- 13 juin : Paul-Maria Jamin, chef d'orchestre († 12 janvier 2001).
- 18 juin : Claude Helffer, pianiste français († 27 octobre 2004).
- 23 juin : Jacqueline Eymar, pianiste française († 6 décembre 2008).
- 27 juin : George Walker, compositeur américain († 23 août 2018).
- 29 juin : Paul Strauss, chef d'orchestre américain († 19 juin 2007).
- 30 juin : Gilles Lefebvre, violoniste québécois († 27 mai 2001).
- 4 juillet : Detlef Kleuker, Facteur d'orgues allemand († 15 février 1988).
- 9 juillet : Peter Schidlof, altiste austro-britannique († 15 août 1987).
- 14 juillet : 
  - Käbi Laretei : pianiste estonienne et suédoise († 31 octobre 2014).
  - Gérard Serkoyan, chanteur d'opéra français († 8 février 2004).
- 24 juillet : Bernard Ładysz, baryton-basse polonais († 25 juillet 2020).
- 26 juillet : Patrice Sciortino, compositeur français († 19 janvier 2022).
- 29 juillet : Bernard Lefort, chanteur lyrique français, puis directeur de scènes lyriques († 19 janvier 1999).
- 15 août : Lukas Foss, compositeur, pianiste et chef d'orchestre américain († 1er février 2009).
- 19 août : Christiane Castelli, cantatrice française († 2 décembre 1989).
- 22 août : Ivry Gitlis, violoniste israélien († 24 décembre 2020).
- 27 août : Robert Dauber, compositeur et violoncelliste allemand († 24 mars 1945).
- 30 août : Regina Resnik, mezzo-soprano américaine († 8 août 2013).
- 5 septembre : Françoise Aubut, organiste, concertiste, et pédagogue canadienne († 8 octobre 1984).
- 20 septembre : 
  - Pierre Barbizet, pianiste français († 19 janvier 1990).
  - William Kapell, pianiste américain († 29 octobre 1953).
- 24 septembre :
  - Ettore Bastianini, chanteur d'opéra italien († 25 janvier 1967).
  - Cornell MacNeil, baryton américain († 15 juillet 2011).
- 8 octobre : Svend Westergaard, compositeur et pédagogue danois († 22 juin 1988).
- 10 octobre : Reine Flachot, violoncelliste française († 29 octobre 1998).
- 12 octobre : Agnelle Bundervoët, pianiste et compositrice française († 14 février 2015).
- 13 octobre : Gilberto Mendes, compositeur brésilien († 1er janvier 2016).
- 20 octobre : Pierre Hasquenoph, compositeur français († 31 mars 1982).
- 29 octobre : Roberto Michelucci, violoniste italien († 1er novembre 2010).
- 2 novembre : György Sebök, pianiste et pédagogue hongrois († 14 novembre 1999).
- 5 novembre : Serge Lancen, pianiste et compositeur français († 10 juillet 2005).
- 6 novembre : Lars Edlund, compositeur, organiste et professeur de musique suédois († 21 décembre 2013).
- 20 novembre : Noel Mewton-Wood, pianiste australien († 5 décembre 1953).
- 22 novembre : Fikret Amirov, compositeur et pédagogue azerbaïdjanais († 20 février 1984).
- 25 novembre : Ilja Hurník, compositeur et essayiste tchèque († 7 septembre 2013).
- 13 décembre : Robert Veyron-Lacroix, claveciniste français († 3 avril 1991).
- 18 décembre : Cesare Valletti, ténor lyrique italien († 13 mai 2000).
- 23 décembre : Micheline Ostermeyer, athlète française et pianiste († 17 octobre 2001).
- 30 décembre : Bernard Coutaz, éditeur musical français († 26 février 2010).

Date indéterminée
- Heinz Alt, compositeur allemand († 6 janvier 1945).
- Haïm Lipsky, violoniste juif polonais( † 4 juillet 2017).

## Décès

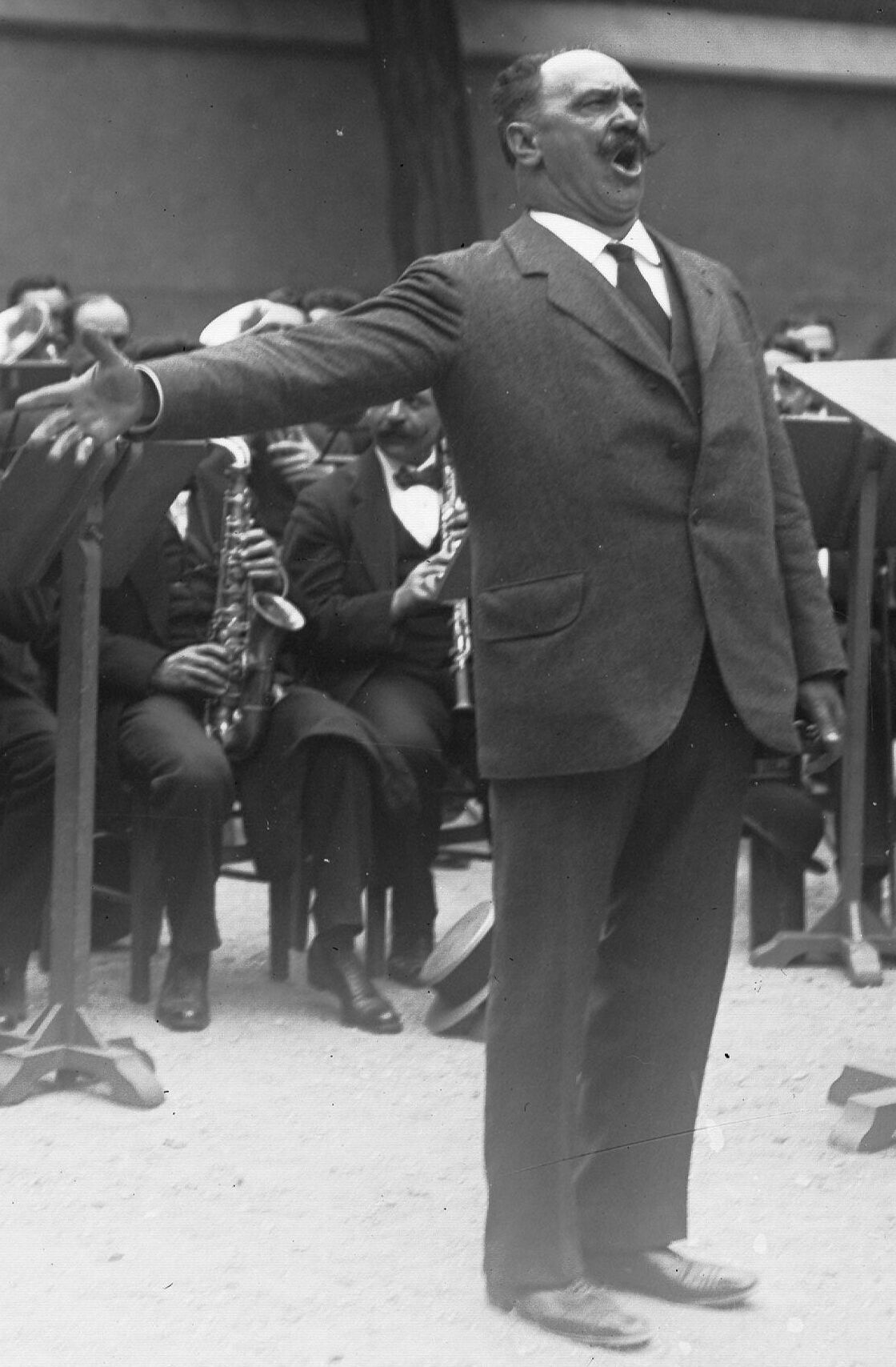
Jean-Baptiste Noté

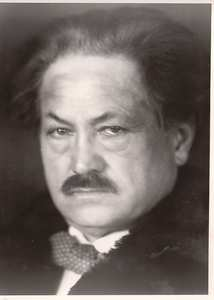
František Ondříček

- 8 janvier : Manuel Gómez, clarinettiste espagnol (° 6 juin 1859).
- 23 janvier : Arthur Nikisch, chef d'orchestre, violoniste et pédagogue hongrois (° 12 octobre 1855).
- 24 janvier : Louise Théo, chanteuse française d'opérette et de comédie musicale (° 20 avril 1850).
- 27 janvier : Luigi Denza, compositeur italien (° 24 février 1846).
- 31 janvier : Heinrich Reinhardt, compositeur autrichien (° 3 avril 1865).
- 5 mars : Florence Ashton Marshall, compositrice, écrivaine et cheffe d'orchestre britannique (° 30 mars 1843).
- 10 mars : Hans Sitt, violoniste bohémien, professeur et compositeur (° 21 septembre 1850).
- 15 mars : Ika Peyron, compositrice, pianiste et organiste suédoise (° 1er juillet 1845).
- 23 mars : Marian Arkwright, compositrice anglaise (° 1863).
- 1er avril : Jean-Baptiste Noté, baryton belge (° 6 mai 1858).
- 6 avril : Arabella Goddard, pianiste anglaise (° 12 janvier 1836).
- 12 avril : 
  - Adolph Brodsky, violoniste et pédagogue russe (° 2 avril 1851).
  - František Ondříček, violoniste et compositeur tchèque (° 29 avril 1857).
- 21 avril : Alessandro Moreschi, castrat italien (° 11 novembre 1858).
- 26 avril : Hans Sommer, compositeur et mathématicien allemand (° 20 juillet 1837).
- 20 juin : Vittorio Monti, compositeur italien (° 6 janvier 1868).
- 19 août : Felipe Pedrell, compositeur et musicologue espagnol (° 19 février 1841).
- 9 septembre : Johannes Messchaert, chanteur de mélodies, d'opéra et professeur de chant néerlandais (° 22 août 1857).
- 9 octobre : Josep Rodoreda, compositeur espagnol (° 13 février 1851).
- 29 octobre : Robert Stark, clarinettiste, compositeur et professeur de musique allemand (° 19 septembre 1847).
- 6 novembre : William Baines, pianiste et compositeur britannique (° 26 mars 1899).
- 14 novembre :
  - Stanislao Falchi, compositeur italien (° 29 janvier 1851).
  - Josef Werner, violoncelliste et compositeur allemand (° 25 juin 1837).
  - Carl Michael Ziehrer, compositeur et chef d'orchestre autrichien (° 2 mai 1843).
- 15 novembre : Natalia Iretskaya, chanteuse d'opéra russe (° 1er août 1845).

Date indéterminée